# Grades de l'armée nationale afghane
Cet article donne les grades en vigueur dans l'armée nationale afghane

## Grades militaires du rang, sous-officiers et officiers subalternes
Grades des militaires du rang, des sous-officiers et officiers subalternes utilisés dans l'armée de terre afghane et dans sa force aérienne.
|             | Militaires du rang | Militaires du rang | Sous-officiers | Sous-officiers | Sous-officiers | Officiers subalternes | Officiers subalternes | Officiers subalternes | Officiers subalternes | Officiers subalternes |  |
| Code OTAN   | OR-1               | OR-4               | OR-6           | OR-7           | OR-9           | OF(D)                 | OF-1                  | OF-1                  | OF-2                  | OF-2                  |  |
| ----------- | ------------------ | ------------------ | -------------- | -------------- | -------------- | --------------------- | --------------------- | --------------------- | --------------------- | --------------------- |  |
|             |                    |                    |                |                |                |                       |                       |                       |                       |                       |  |
| Grade       | Bresh Yar          | Bresh              | Jak Bresh      | Loi Bresh      | Krur           | Dreyom Baridman       | Dvahom Baridman       | Lomri Baridman        | Turan                 | Jag Turan             |  |
| Equivalence | Soldat             | Caporal            | Sergent        | Sergent-Chef   | Adjudant-chef  | Aspirant              | Sous lieutenant       | Lieutenant            | Aucun                 | Capitaine             |  |

## Officiers supérieurs et généraux
Grades des officiers supérieurs et généraux utilisés dans l'armée de terre afghane et dans sa force aérienne.
|             | Officiers supérieurs | Officiers supérieurs | Officiers supérieurs | Officiers généraux | Officiers généraux  | Officiers généraux       | Officiers généraux | Officiers généraux |  |
| Code OTAN   | OF-3                 | OF-4                 | OF-5                 | OF-6               | OF-7                | OF-8                     | OF-9               | OF-10              |  |
| ----------- | -------------------- | -------------------- | -------------------- | ------------------ | ------------------- | ------------------------ | ------------------ | ------------------ |  |
|             |                      |                      |                      |                    |                     |                          |                    |                    |  |
| Grade       | Jagran               | Dagarman             | Dagarwal             | Brid Jenral        | Turan Jenral        | Dagar Jenral             | Setar Jenral       | Marshal            |  |
| Equivalence | Commandant           | Lieutenant Colonel   | Colonel              | Général de Brigade | Général de Division | Général de Corps d'Armée | Général d'Armée    | Maréchal           |  |